# The Watcher
The Watcher är en amerikansk långfilm från 2000 i regi av Joe Charbanic, med James Spader, Marisa Tomei, Keanu Reeves och Ernie Hudson i rollerna.

## Handling
Polisen Joel Campbell (spelad av James Spader) har flyttat till en annan stad efter att ha sett sin älskade eldas upp av en seriemördare (Keanu Reeves) som Joel försökt få tag i tre års tid. Han lider av psykiska och fysiska problem efter traumat men efter ett tag får han bilder från serimördaren om vem som är hans nästa offer. Om han inte hittar mordoffret på bilden före klockan 21.00 så blir hon strypt med pianotråd. Men mördaren är smart och väljer bara de som är svårast att hitta, de ensamma singeltjejerna.

## Rollista
| James Spader    | – Campbell |
| Marisa Tomei    | – Polly    |
| Keanu Reeves    | – Griffin  |
| Ernie Hudson    | – Ibby     |
| Chris Ellis     | – Hollis   |
| Robert Cicchini | – Mitch    |
| Yvonne Niami    | – Lisa     |